# 산응고 치즈

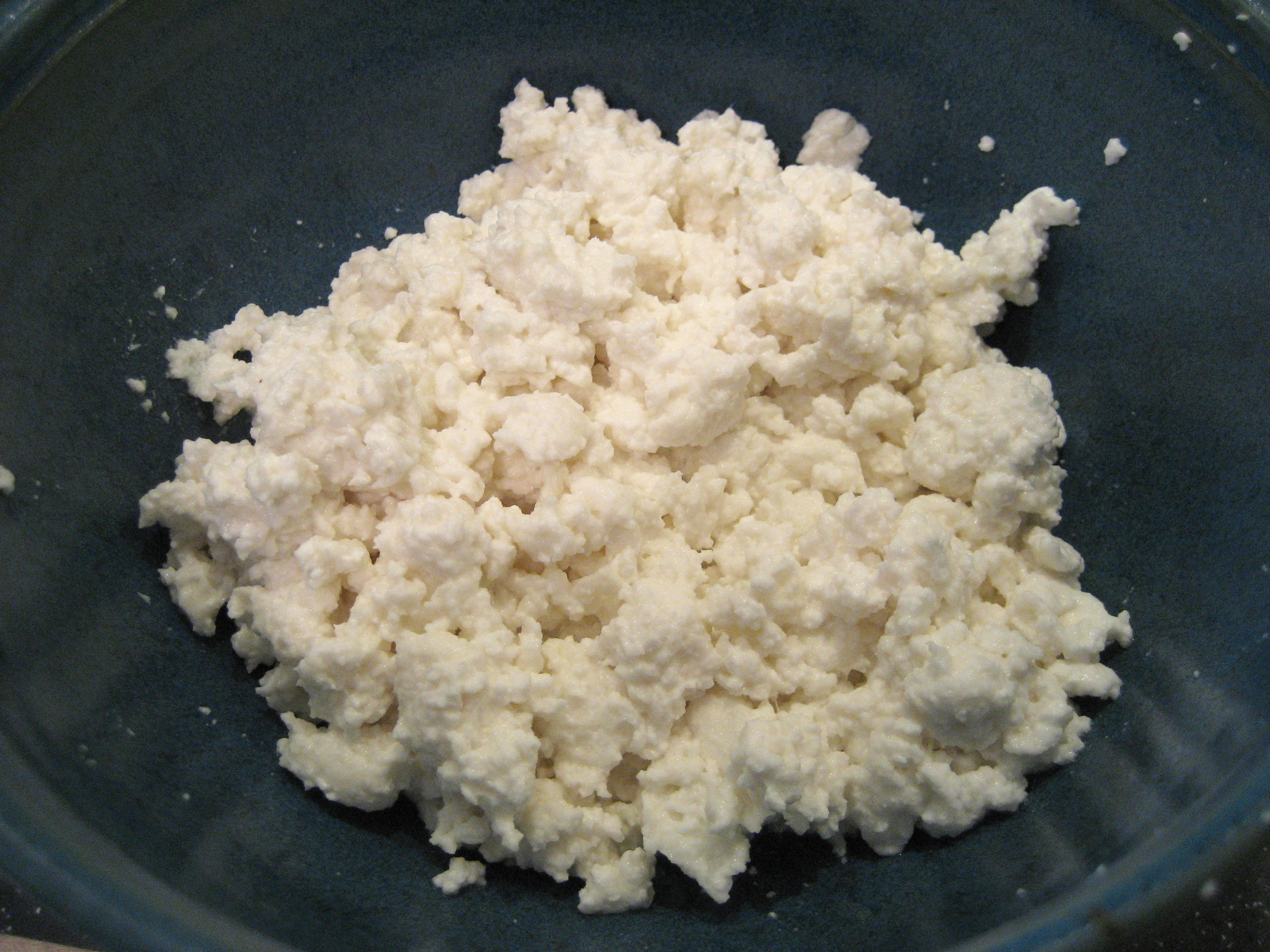
우유에 식초를 넣어 응고시킨 코티지 치즈

산응고 치즈(酸凝固cheese, 영어: acid-set cheese)는 산으로 응고된 치즈이다. 보통 생치즈로, 유제품에 레몬 즙이나 식초 등을 넣어 응고시키기도 하고, 젖산균이 생성하는 젖산이 함유된 산유를 사용하기도 한다. 후자의 경우 산유 치즈(酸乳cheese, 영어: sour milk cheese)로 불린다.

## 종류
- 가말로스트
- 다치
- 리코타
- 마스카르포네
- 야니 치즈
- 체나
- 케소 블랑코
- 코티지 치즈
- 크바르크
- 파니르
- 프로마주 블랑

## 같이 보기
- 생치즈